# Ocotea glauca
Ocotea glauca là loài thực vật có hoa trong họ Nguyệt quế. Loài này được (Nees & Mart.) Mez miêu tả khoa học đầu tiên năm 1889.